# ロング島 (フィニステール県)
座標: 北緯48度18分23秒 西経4度30分24秒 / 北緯48.306389度 西経4.506667度

ロング島（ロングとう、フランス語：Île Longue、ブルトン語：Enez Hir）は、フランス西部ブルターニュ・ブレストのブレスト停泊地（fr:Rade de Brest）に位置する島。島内の総てがフランス海軍の原子力潜水艦基地となっている。

## 地理
ロング島は、ブルターニュ地域圏フィニステール県クロゾン（fr:Crozon）のブレスト停泊地に位置している。現在のロング島はロスカンヴェル湾（fr:Baie de Roscanvel）に面した浅瀬が埋め立てられ、対岸のロステレック（Rostellec）と陸続きになっている。島内の最標高地点は42メートル（造成工事中の1967年から1972年まで）あった。
地峡部の通行方法の起源は、浅瀬部分にロープを張っただけの方法に頼った、干潮時のみ利用できる単純な接続方法であった。19世紀には地峡部に舗装道路を建設する事となり地盤改良工事が行なわれる。現在では広大な駐車場となっている。
島の多くは絶壁に囲まれている。これは採石を繰り返した事により次第に変化したことにある。

## 歴史

### 採石場
採石は島の主要産業となっており、19世紀の島内には3つ集落が存在した。採石業自体は18世紀には始まっており、「斑岩(porphyre)」（微細花崗岩、microgranite）が産出されていた。19世紀には500,000個の石材が産出され、毎年ブレスト工廠やロシュフォール工廠および街に運び込まれ建物や防壁に利用された。

### 要塞
ロング島は岩だらけの台地から成っており、海岸部の多くが崖であり、交通に適した地峡部は干潮時のみ通行できた。天然の要害としての要素を備えたこの島の情報に接したヴォーバンは、ロング島の防備を強化することを決めた。
- ブレスト工廠に接近する敵艦船を拒絶すべく、湾内に向けて火線を指向する。
- 西対岸の半島の付け根にあるケレーム村（fr:Quélern）を南岸からの敵の上陸に対して側面防御の任に適した要塞を建設する。

1776年にはルイ・ラザール・ダジョ（fr:Louis Lazare Dajot）により島の最突端部に砦が建設された。砦の胸壁は半円状の形をし、吊り橋で要塞本体と結ばれた。
1879年には島の南部に跳ね橋が設けられ、扉と2つの堡塁によって防備された。現在の岸壁側の扉と堡塁は基地から許可されたスタッフの下で公開されている。

### 捕虜収容所
第一次世界大戦の勃発後の1914年8月23日に1500人を乗せた船「ニューヨーク」が収容された。このうちドイツ人が400人、オーストリア人は250人がいた。同年9月2日には第2戦隊によって拿捕された「ニュエ・アムステダム（Nieuw Amsterdam）」がブレストに回航される。同年9月23日、収容先のクロゾン要塞とブレストから1500人を順次移送する事となり、11月5日に収容施設が完成し運用される。最後の捕虜は1919年12月31日に釈放される。
第二次世界大戦中の1940年から1944年まではナチス・ドイツ軍が収容所跡地に対空部隊を配置した。また、施設の記念碑は破壊された。

### 戦略原子力潜水艦基地
1965年、シャルル・ド・ゴール大統領のブレスト海軍士官学校初訪問時に、ロング島を原子力潜水艦の基地として使用する事が決定される。この場所の選択には万一の事故の影響を最小限に留めるため、ブレストから十分に離隔し管理が容易である必要性が求められたためであった。
1967年から工事が始まり5年で完成する。この工事は島の大部分を改良する結果となった。地峡部とその周辺は埋め立てられ、島の面積は30ヘクタール増加し123.9ヘクタールとなる。島の北東端部に屋根付き大型ドックを2箇所、作業場、補助建屋、フェンスと監視システムなどが設けられた。工事に必要とされたコンクリートの量は膨大であり、これを機会にブルトン鉄道線路事業（fr:Réseau breton）の貨物線を引き込む計画があったがこれは頓挫した。
1972年に供用が開始されS611 ル・ルドゥタブルが戦略哨戒任務に赴く。これ以降、戦略海洋部隊の主要基地となる。ロング島を発しての戦略哨戒任務は常時2個任務を実行しているとされ、整備中の潜水艦の弾薬などは基地の南4kmに位置しているゲンヴェネ火工品補助施設（La pyrotechnie annexe de Guenvénez）にて、核ミサイル弾頭部とミサイル本体が保管されている。2006年にはM51に対応した施設が設けられる。
1997年からトゥーロン海軍基地に配備されている攻撃型原子力潜水艦をロング島に移転する計画があったが、2009年にバラクーダ計画艦の配備は引き続きトゥーロンになることが決定された。

### グーグルアースの問題
2005年、Google Earth上にて掲載されている画像について問題が発生した。当時、上空から撮影された島内の状態がインターネットを経由して詳細に知り得ることが出来た。しかし、周辺の海岸から写真撮影することは当局により禁止されていた。2009年時点では該当する地域にはモザイク処理が施され、詳細には確認できないようになっている。